# Hana Mandlíková
Hana Mandlíková (Prága, 1962. február 19. –) csehszlovák, majd 1988-tól ausztrál hivatásos teniszezőnő. Karrierje során 4 Grand Slam-tornát nyert meg (Australian Open - 1980, 1987; Roland Garros - 1981; US Open - 1985), összesen nyolcszor jutott döntőbe. Párosban Martina Navratilovával megnyerték az 1989-es US Opent. Csehszlovákia csapatát három egymás utáni Fed-kupa győzelemhez vezette. Pályafutása alatt 27 egyéni és 15 páros tornagyőzelmet aratott.
1994-ben a teniszhírességek csarnokának (International Tennis Hall of Fame) tagjai közé választották.

## Grand Slam-döntői

### Győzelmei (4)
| Év   | Helyszín        | Ellenfél a döntőben | Eredmény a döntőben |
| 1980 | Australian Open | Wendy Turnbull      | 6–0, 7–5            |
| 1981 | Roland Garros   | Sylvia Hanika       | 6–2, 6–4            |
| 1985 | US Open         | Martina Navratilova | 7–6, 1–6, 7–6       |
| 1987 | Australian Open | Martina Navratilova | 7–5, 7–6            |

### Elvesztett döntői (4)
| Év   | Helyszín  | Ellenfél a döntőben | Eredmény a döntőben |
| 1980 | US Open   | Chris Evert         | 5–7, 6–1, 6–1       |
| 1981 | Wimbledon | Chris Evert         | 6–2, 6–2            |
| 1982 | US Open   | Chris Evert         | 6–3, 6–1            |
| 1986 | Wimbledon | Martina Navratilova | 7–6, 6–3            |

## Külső hivatkozások
- Hana Mandlíková profilja a WTA oldalán (angolul)
- Hana Mandlíková profilja az ITF oldalán (angolul)
- Hana Mandlíková profilja a Billie Jean King-kupa oldalán (angolul)
- International Tennis Hall of Fame profil